# 선조대왕 태실비
선조대왕 태실비(宣祖大王 胎室碑)는 대한민국 충청남도 부여군 충화면 오덕리에 있는, 조선시대의 조선 선조의 태실비이다. 1984년 5월 17일 충청남도의 문화재자료 제117호로 지정되었다.

## 개요
조선 제 14대 임금인 선조(재위 1567∼1608)의 태함(태를 묻는 돌로 만든 함)을 만든 후 이를 기념하기 위해 세운 비이다.
형태는 거북받침돌 위에 비몸을 세우고 머릿돌을 얹은 모습이다. 앞면에는 ‘선조대왕태실’이라고 새겨 모셔 놓은 태의 주인공을 밝히고 있고, 뒷면에는 비를 세운 시기를 적어 놓았다.
선조 3년(1570)에 처음 건립되었으나, 세월이 지나면서 글씨가 많이 닳아 있어 영조 23년(1747)에 다시 세워 놓은 비이다.

## 같이 보기
- 충화 선조대왕 태실비 - 부여군 향토문화유산 제112호

## 참고 문헌
- 선조대왕태실비 - 국가유산청 국가유산포털